# Acacia lasiophylla
Acacia lasiophylla là một loài thực vật có hoa trong họ Đậu. Loài này được Spruce ex Benth. miêu tả khoa học đầu tiên năm 1875.